# Sons of Union Veterans of the Civil War
Sons of Union Veterans of the Civil War (Hijos de Veteranos de la Unión de la Guerra Civil) (SUVCW) es una organización fraternal autorizada por el Congreso estadounidense que lleva a cabo actividades para preservar la historia y el legado de los veteranos de las Fuerzas Armadas de los Estados Unidos que lucharon con el Ejército de la Unión durante la Guerra de Secesión. Es el sucesor legal del Gran Ejército de la República (GAR), la gran e influyente agrupación de veteranos del Ejército de la Unión, que existió en las décadas posteriores a la Guerra de Secesión. La mayoría de las actividades de SUVCW ocurren a nivel de campamento o comunidad local.  Los campamentos se agrupan en estructuras estatales y/o regionales denominadas "departamentos". La organización nacional, con sede en el Museo Nacional de la Guerra Civil en Harrisburg, Pensilvania, se reúne anualmente en un campamento nacional al que asisten miembros de la SUVCW, conocidos como "hermanos", de todos los campamentos y departamentos. La SUVCW y sus estructuras subordinadas son organizaciones benéficas incorporadas bajo el título 501(c)(3).

## Historia

### sigloXIX
Los SUVCW, originalmente llamados Hijos de los Veteranos de los Estados Unidos de América, fueron fundados por el Mayor Augustus P. Davis en noviembre de 1881, para garantizar la preservación de los principios del Gran Ejército de la República (GAR), y brindar asistencia a los veteranos. La hermandad se basa en los principios de Fraternidad, Caridad y Lealtad.
En julio de 1877, Davis hizo su primera propuesta para crear una organización de hijos de miembros del GAR al General Alexander Hayes en Pittsburgh, Pensilvania. Los miembros rechazaron su idea, pero Davis fue persistente. Finalmente, en septiembre de 1881, los miembros de GAR adoptaron una posición neutral sobre la propuesta de Davis, eliminando cualquier obstáculo formal para la consecución de su visión. Davis quería organizar a los hijos de los miembros del GAR en una organización de estilo militar, cuyos objetivos fueran similares a los del GAR, y cuyos miembros brindarían asistencia al GAR. Propuso que la membresía se limitara al hijo mayor vivo de un miembro de GAR. Davis imaginó no solo una organización fraternal, patriótica y caritativa, sino también una reserva militar organizada a la que acudir en tiempos de guerra. Los miembros de SUVCW vestían uniformes de estilo militar y practicaban tácticas y ejercicios de tiro.
Davis realizó la primera reunión de la organización el 12 de noviembre de 1881, en la sala de reuniones del GAR ubicada en el viejo ayuntamiento de Pittsburgh, que fue completamente destruido por un incendio seis meses después. Había reunido un grupo compuesto por 11 hombres, que adoptaron la constitución, las reglas, los reglamentos y el ritual propuestos para formar los Hijos de los Veteranos de Pensilvania (SVPA). Eligieron a funcionarios y Davis presentó los artículos de incorporación de SVPA el 28 de diciembre de 1881. Los artículos fueron aprobados el mismo día por el tribunal de causas comunes y el estado de Pensilvania aprobó el estatuto el 12 de enero de 1882.
Mientras tanto, se estaba formando una organización competidora en el este de Pensilvania, los Hijos de Veteranos de Filadelfia (PSV). El PSV se inició el 29 de septiembre de 1878, cuando James P. Holt fundó el campamento número 1 de Anna M. Ross en Filadelfia. El 15 de octubre de 1878, un comité de planificación del nuevo campamento presentó una propuesta.  constitución y reglamento y aprobó las propuestas del PSV, otros puestos en Pensilvania, Nueva Jersey y Nueva York también establecieron cuerpos de cadetes. 
En 1879, la familia Earp formó campamentos de Hijos de Veteranos en Massachusetts, Misuri y Nueva Jersey. En julio de 1880, estos campamentos se disolvieron y sus miembros se incorporaron a los campamentos del PSV. El PSV pronto formó una organización divisional, a nivel estatal. 
El 22 de febrero de 1882, el PSV constituyó una organización nacional, a raíz de la petición de los campanentos iniciados por la familia Earp, que no habían sido contabilizados en la formación del PSV en 1880. Un mes después, la SVPA cambió su nombre a Hijos de Veteranos de los Estados Unidos de América (SVUSA), para reflejar mejor su propio estado y crecimiento a nivel nacional. El Mayor Davis dedicó una cantidad considerable de tiempo, energía y dinero a expandir la organización. Los campamentos SUV se formaron en Pensilvania, el este de Ohio, el norte de Virginia Occidental y el sur de Nueva York. A mediados de ese mismo año, se hizo evidente la necesidad de una organización formal dentro de Pensilvania. El 4 de julio de 1882, se creó la división de Pensilvania, y se llevó a cabo el primer campamento SUV en Pittsburgh. 
A lo largo del verano de 1882, el SUV siguió creciendo. Para el otoño, había una necesidad apremiante de una organización nacional. El 18 de octubre de 1882, se llevó a cabo el primer campamento nacional del SUV en Pittsburgh. Se adoptaron la constitución, las normas y los reglamentos propuestos por Davis.
A partir del 1 de julio de 1884, la organización había crecido a más de 20.000 miembros. En julio de 1883, se llevó a cabo una reunión especial del PSV en Lancaster, Pensilvania. Debido a la disensión entre los campamentos, derivada de la falta de emisión de estatutos y el mantenimiento incorrecto de registros, 33 campamentos del PSV se retiraron de esa organización y se unieron al SUV. 
En agosto de 1886, los dos campamentos restantes fieles al PSV se unieron a SUV, acabando así con el PSV. La membresía en el SUV creció rápidamente, y en el campamento nacional de 1890, se informó que la organización contaba con más de 145.000 miembros. La membresía del GAR en ese momento ascendía a alrededor de 400.000 veteranos. 

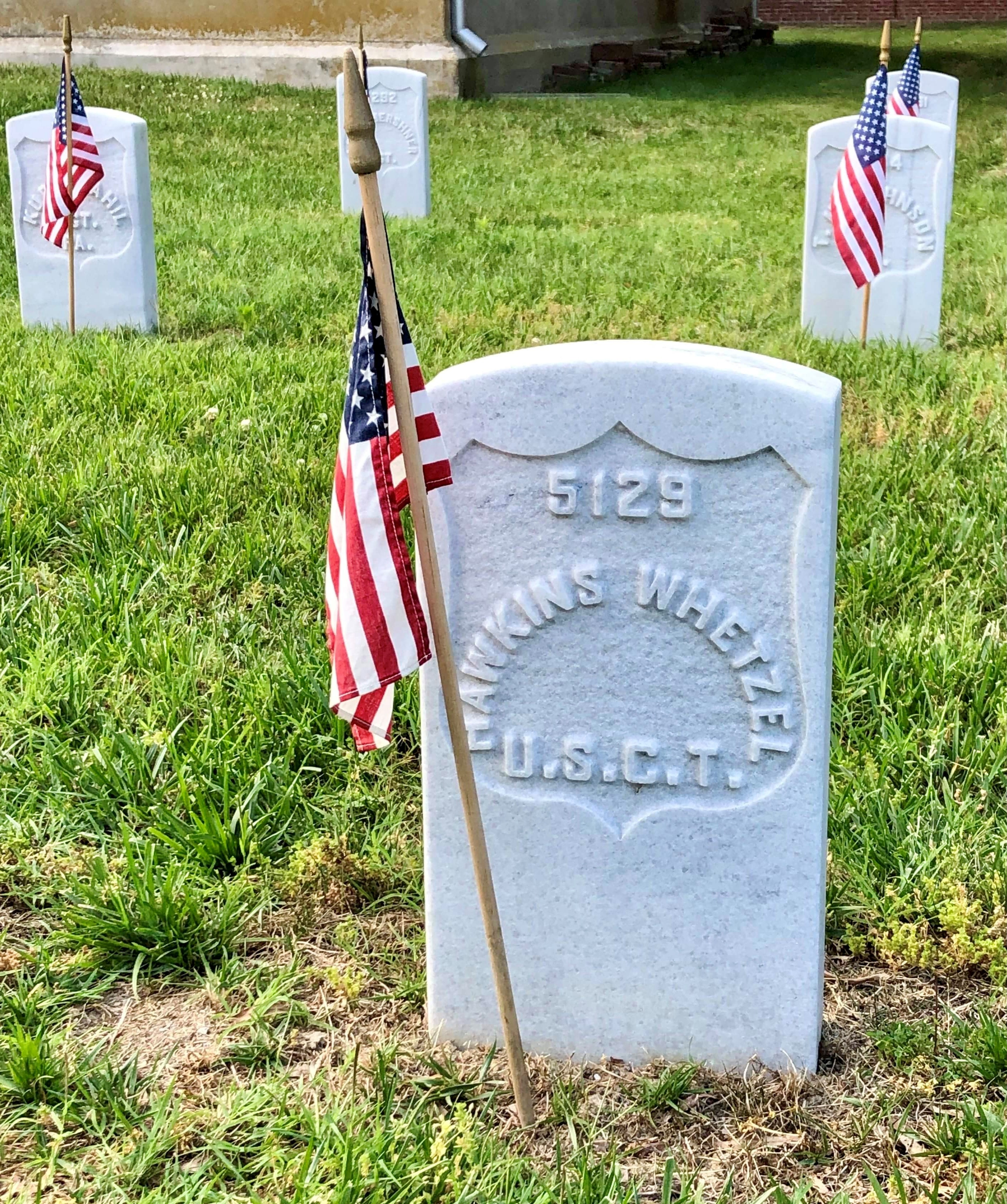
La misión de la SUV, es la preservación de la historia y el legado de los veteranos unionistas.

La SUV mantuvo una relación algo compleja con el GAR. Si bien los miembros del GAR generalmente creían que debería haber una organización digna para que sus hijos se unieran, creían que la membresía de GAR debería limitarse a los veteranos. El GAR dio su aprobación a la SUV, pero no convertiría a la SV en parte de la GAR. El 25 de julio de 1883, el campamento nacional del GAR reconoció al SUV; "contando con la confianza y el apoyo de todos los compañeros del Gran Ejército de la República". La aceptación final y completa por parte del GAR llegó en 1888.

### sigloXX
En 1903 se decidió dividir las funciones civiles y militares de los Hijos de Veteranos de la Unión. Se formó una nueva organización llamada Sons of Veterans Reserve (SVR), que llevó a cabo el entrenamiento militar. Como el SVR no era una organización de milicias estatales, no se integró en la Guardia Nacional, a principios del siglo XX. Actualmente, el SVR sirve como el componente ceremonial uniformado de los SUVCW, y solo los miembros del SUVCW con buena reputación pueden convertirse en miembros del SVR.
La membresía en el SUV alcanzó su punto máximo en 1904, cuando se informó en más de 200.000 miembros. Esto ocurrió en un momento de muchas celebraciones de reconciliación que involucraban a los veteranos blancos de la Guerra de Secesión. 

En 1925, los miembros adoptaron el nombre actual de la organización, Sons of Union Veterans of the Civil War. Los hijos de veteranos de la Guerra hispano-estadounidense y de la Primera Guerra Mundial, intentaron unirse, pero los miembros decidieron que la SUVCW sería exclusivamente para descendientes de los veteranos de las Fuerzas Armadas de los Estados Unidos de la Guerra de Secesión.
El 20 de agosto de 1954, el Congreso promulgó la Ley Pública 605 que incorporó  al SUVCW con un estatuto del Congreso. Entre los incorporadores estaban el General del Ejército Douglas MacArthur, el hijo de Arthur MacArthur Jr., quien recibió la Medalla de Honor por sus acciones durante la Batalla de Missionary Ridge, y el Mayor General Ulysses S. Grant III, nieto de Ulysses S. Grant,  comandante general del Ejército de los Estados Unidos durante la Guerra de Secesión, y XVIII Presidente de los Estados Unidos.

### sigloXXI

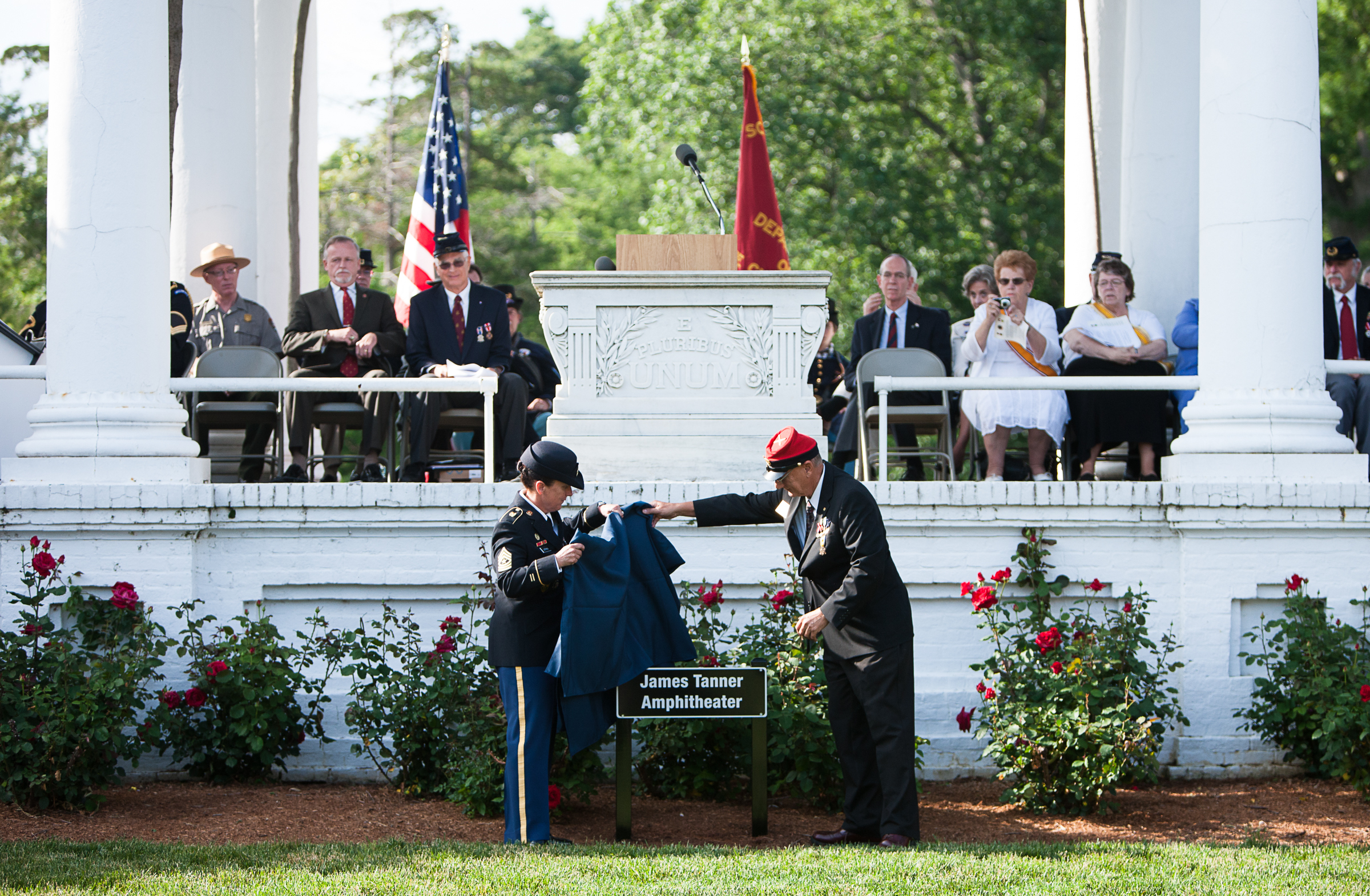
La sargento mayor Brenda Curfman, a la izquierda, y el vice-comandante en jefe junior de la SUVCW, Eugene G. Mortorff, dan a conocer un nuevo nombre para el antiguo anfiteatro en el Cementerio Nacional de Arlington, Virginia, el 20 de mayo de 2014, durante el 150 aniversario de la Guerra de Secesión. El nombre del anfiteatro fue cambiado en honor al veterano del Ejército de la Unión y funcionario estadounidense James R. Tanner.

A principios de 2021, el SUVCW tenía 31 departamentos y más de 240 campamentos comunitarios. La membresía era aproximadamente 6.400 hombres. La organización estaba encabezada por un comandante en jefe, quien era elegido anualmente durante el campamento nacional, por un período de un año. En colaboración con los miembros del consejo de administración del SUVCW, el comandante en jefe es responsable de las operaciones generales de la organización. 
En respuesta a la pandemia de COVID-19 y para proteger la salud y el bienestar de sus miembros, SUVCW celebró su primer Campamento Nacional Anual virtual el 24 de octubre de 2020. 
En 2017, el Servicio de Impuestos Internos de los Estados Unidos otorgó a SUVCW y a todas sus estructuras subordinadas (campamentos, departamentos, distritos militares y unidades) el estado de exención de impuestos según la sección 501(c)(3) del Servicio de Impuestos Internos, lo que significa que los donantes pueden deducir de sus declaraciones de impuestos federales las contribuciones hechas al SUVCW y sus estructuras subordinadas, y que el SUVCW y sus estructuras subordinadas están calificadas para recibir legados, legados, transferencias y obsequios deducibles de impuestos.
El SUVCW desempeñó un papel activo y de alto perfil durante muchos eventos que se organizaron en todo el país y en todo el Mundo, entre 2011 y 2015 para conmemorar el 150 aniversario de la Guerra de Secesión Estadounidense.

## Membresía
La membresía completa en los SUVCW está abierta a cualquier hombre, de 14 años de edad o más (de 6 a 14 para los miembros junior), que:
- 1. Es descendiente directo de un soldado, marinero, infante de marina o miembro del Servicio de Guardacostas de los Estados Unidos, (o es descendiente directo de un hermano, hermana, medio hermano, o media hermana de dicho soldado, etc.) que fue reclutado y ha servido regularmente, honorablemente y/o fue dado de baja honorablemente o murió estando al servicio del Ejército, la Marina, la Infantería de Marina, o el Servicio de Guardacostas de los Estados Unidos, o ha servido en los regimientos estatales llamados al servicio activo, y estaba sujeto a las órdenes de los oficiales y generales de los Estados Unidos, entre el 12 de abril de 1861 y el 9 de abril de 1865.[6]

- 2. Nunca ha sido condenado por ningún delito infamante o atroz.

- 3. Nunca ha tomado voluntariamente las armas contra el Gobierno federal de los Estados Unidos.

La membresía asociada está disponible para hombres que no tienen la ascendencia requerida para calificar para la membresía hereditaria, pero que demuestran un interés genuino en la Guerra Civil y aceptan apoyar el propósito y los objetivos de la SUVCW, y cumplen con las disposiciones segunda y tercera de elegibilidad.

## Organizaciones aliadas
Las organizaciones aliadas de los Hijos de Veteranos de la Unión de la Guerra Civil (SUVCW), y del Gran Ejército de la República (GAR) son: 
- 1) Las Hijas de los Veteranos de la Unión de la Guerra Civil. (DUVCW).

- 2) Las Damas del Gran Ejército de la República (LGAR), es una organización sin ánimo de lucro (OSAL) autorizada por el Congreso de los Estados Unidos, es la organización hereditaria de mujeres más antigua de los Estados Unidos, los objetivos de la organización incluyen la promoción del patriotismo, la lealtad a la Unión y la participación en el servicio comunitario, especialmente para ayudar a los veteranos de la Unión y a sus descendientes.

- 3) El Woman's Relief Corps (Cuerpo de Socorro de la Mujer), se dedica principalmente a la conservación histórica de la documentación oficial relacionada con el Gran Ejército de la República (GAR).

- 4) La organización Auxiliar de los Hijos de Veteranos de la Unión de la Guerra Civil (ASUVCW), fue creada en 1883, la membresía en la misma está abierta a las mujeres que son descendientes lineales o colaterales de soldados, marineros o infantes de marina, reclutados regularmente y dados de baja con honores en el Ejército, la Armada, el Cuerpo de Marines (USMC), y el Servicio de Guardacostas de los Estados Unidos, durante la Guerra de Secesión. Además, la membresía está abierta a las madres, esposas, viudas, hijas biológicas, e hijas adoptadas legalmente, de los miembros de la SUVCW. Las membresías asociadas están disponibles para las mujeres que no califican a través de su herencia lineal o colateral, pero que demuestran un interés genuino en la Guerra Civil y pueden suscribir el propósito y los objetivos de la orden auxiliar. La membresía junior está abierta a las niñas de al menos ocho años de edad.[1]